# 村井淳志
村井 淳志（むらい あつし、1958年3月 - ）は、日本の教育学者。金沢大学教授。専門は、歴史教育・社会科教育論。　
名古屋市出身。1980年東京都立大学 (1949-2011)人文学部教育学科卒業、89年同大学院博士課程教育学単位取得退学。東京都立大学助手、金沢大学教育学部講師、助教授、教授。2008年、教育学部を「学校教育学類」に改組以後は、学校教育学類教授。

## 著書
- 『学力から意味へ 安井・本多・久津見・鈴木各教室の元生徒の聞き取りから』草土文化 1996
- 『歴史認識と授業改革』教育史料出版会 1997
- 『「いのち」を食べる私たち ニワトリを殺して食べる授業 「死」からの隔離を解く』教育史料出版会 2001
- 『脚本家・橋本忍の世界』集英社新書 2005
- 『勘定奉行荻原重秀の生涯 新井白石が嫉妬した天才経済官僚』集英社新書 2007

### 共著
- 『性の授業死の授業 輝く命との出会いが子どもを変えた』金森俊朗共著 教育史料出版会 1996
- 『いのちって何だろう 学校・家庭・戦場で子どもとともに』坂下ひろこ,佐藤真紀共著 コモンズ 選書オルタ 2004

### 分担執筆
- 『学びのためのカリキュラム論』グループ・ディダクティカ編 勁草書房 2000
- 『大学破壊　国立大学に未来はあるか』全国大学高専教職員組合編　旬報社　2009
- 『教師になること、教師であり続けること　困難の中の希望』グループ・ディダクティカ編　勁草書房　2012
- 『死から生を考える　「死生学入門」金沢大学講義集』細見博志編　北國新聞社　2013
- 『深い学びを紡ぎだす』グループ・ディダクティカ編　勁草書房　2019